# Prémio Turner
O Prémio Turner (em inglês:  Turner Prize) é um evento realizado anualmente para atribuição de um prémio a um artista britânico da área das artes visuais com menos de 50 anos de idade.
O prémio recebeu o nome do pintor J.M.W. Turner e é organizado pela Tate Gallery em Londres. Desde o seu início em 1984, tornou-se o prémio artístico mais conhecido no Reino Unido, geralmente criando artigos na imprensa devido a obras concorrentes muito controversas, como Impossibilidade Física da Morte na Mente de Alguém Vivo (The Physical Impossibility of Death in the Mind of Someone Living), um tanque de acrílico contendo um tubarão morto preservado em formaldeído da autoria de Damien Hirst ou A Minha Cama (My Bed) de Tracey Emin, que mostrava uma cama suja com roupa usada, preservativos, garrafas de álcool vazias e secreções corporais. Ao longo da sua história têm existido outras polémicas em volta do prémio, incluindo um ministro da Cultura (Kim Howells) que criticou as exposições, um convidado de honra (Madonna) que proferiu linguagem inadequada para televisão ao vivo, um jurado (Lynn Barber) a escrever na imprensa e um discurso de Sir Nicholas Serota (sobre a compra de uma obra pela própria Tate). O movimento stuckismo opõe-se a este prémio em particular.
O valor do prémio é de 40 000 libras desde 2004. O prémio é dado por um convidado especial: Madonna, Yoko Ono ou Jude Law já se contaram entre esses convidados.
O prémio recebeu o nome de Turner porque, embora agora este seja considerado um dos maiores artistas do país, enquanto ele estava ativo o seu trabalho era controverso. Enquanto Turner é visto atualmente como tradicionalista, a sua nova abordagem à pintura de paisagem mudou o curso da história da arte, como muitos dos vencedores do Prémio Turner aspiram a fazer.

## Galardoados e nomeados
| Ano  | Artista galardoado (obra selecionada)                                       | Outros artistas nomeados                                                                            |
| ---- | --------------------------------------------------------------------------- | --------------------------------------------------------------------------------------------------- |
| 1984 | Malcolm Morley (Farewell to Crete)                                          | Richard Deacon, Gilbert y George, Howard Hodgkin y Richard Long                                     |
| 1985 | Howard Hodgkin (A Small Thing But My Own)                                   | Terry Atkinson, Tony Cragg, Ian Hamilton Finlay, Milena Kalinovska, John Walker                     |
| 1986 | Gilbert y George (Coming)                                                   | Art & Language, Victor Burgin, Derek Jarman, Steven McKenna, Bill Woodrow                           |
| 1987 | Richard Deacon (To My Face No.1)                                            | Patrick Caulfield, Helen Chadwick, Richard Long, Declan McGonagle, Thérèse Oulton                   |
| 1988 | Tony Cragg (George and the Dragon)                                          | Lucian Freud, Richard Hamilton, Richard Long, David Mach, Boyd Webb, Alison Wilding, Richard Wilson |
| 1989 | Richard Long (White Water Line)                                             | Gillian Ayres, Lucian Freud, Giuseppe Penone, Paula Rego, Sean Scully, Richard Wilson               |
| 1990 | Prémio não atribuído.                                                       | -                                                                                                   |
| 1991 | Anish Kapoor (Untitled (Sandstone and pigment))                             | Ian Davenport, Fiona Rae, Rachel Whiteread                                                          |
| 1992 | Grenville Davey (HAL)                                                       | Damien Hirst, David Tremlett, Alison Wilding                                                        |
| 1993 | Rachel Whiteread (House Commissioned by Artangel Trust and Beck's)          | Hannah Collins, Vong Phaophanit, Sean Scully                                                        |
| 1994 | Antony Gormley (Testing a World View)                                       | Willie Doherty, Peter Doig, Shirazeh Houshiary                                                      |
| 1995 | Damien Hirst (Mother and Child, Divided)                                    | Mona Hatoum, Callum Innes, Mark Wallinger                                                           |
| 1996 | Douglas Gordon (Confessions of a Justified Sinner)                          | Craigie Horsfield, Gary Hume, Simon Patterson                                                       |
| 1997 | Gillian Wearing (single channel vídeo artwork in colour with sound)         | Christine Borland, Angela Bulloch y Cornelia Parker                                                 |
| 1998 | Chris Ofili (No Woman, No Cry)                                              | Tacita Dean, Cathy de Monchaux, Sam Taylor Wood                                                     |
| 1999 | Steve McQueen (Deadpan)                                                     | Jane and Louise Wilson, Steven Pippin, Tracey Emin                                                  |
| 2000 | Wolfgang Tillmans (installation view from the Turner Prize exhibition 2000) | Glenn Brown, Michael Raedecker, Tomoko Takahashi                                                    |
| 2001 | Martin Creed (The Lights Going On and Off)                                  | Richard Billingham, Isaac Julien, Mike Nelson                                                       |
| 2002 | Keith Tyson (installation view from the Turner prize exhibition)            | Fiona Banner, Liam Gillick y Catherine Yass                                                         |
| 2003 | Grayson Perry (vases)                                                       | Jake e Dinos Chapman, Willie Doherty, Anya Gallaccio                                                |
| 2004 | Jeremy Deller (Memory Bucket, documentary)                                  | Kutlug Ataman, Langlands and Bell, Yinka Shonibare                                                  |
| 2005 | Simon Starling (Shedboatshed)                                               | Darren Almond, Gillian Carnegie, Jim Lambie                                                         |
| 2006 | Tomma Abts (abstract paintings)                                             | Phil Collins (artista), Mark Titchner, Rebecca Warren                                               |
| 2007 | Mark Wallinger                                                              | Nathan Coley, Zarina Bhimji, Mike Nelson.                                                           |
| 2008 | Mark Leckey                                                                 | Runa Islam, Goshka Macuga, Cathy Wilkes.                                                            |
| 2009 | Richard Wright                                                              | Enrico David, Roger Hiorns, Lucy Skaer                                                              |
| 2010 | Susan Philipsz                                                              | Dexter Dalwood, Ángela de la Cruz, The Otolith Group                                                |
| 2011 | Martin Boyce                                                                | George Shaw, Hilary Lloyd, Karla Black.                                                             |
| 2012 | Elizabeth Price                                                             | Spartacus Chetwynd, Luke Fowler, Paul Nobles.                                                       |
| 2013 | Laure Prouvost                                                              | Tino Sehgal, Lynette Yiadom-Boakye, David Shrigley                                                  |
| 2014 | Duncan Campbell                                                             | Ciara Phillips, James Richards, Tris Vonna-Michell.                                                 |
| 2015 | Assemble                                                                    | Bonnie Camplin, Janice Kerbel, Nicole Wermers                                                       |
| 2016 | Helen Marten                                                                | Michael Dean, Anthea Hamilton, Josephine Pryde                                                      |
| 2017 | Lubaina Himid                                                               | Hurvin Anderson, Andrea Büttner, Rosalind Nashashib                                                 |